# Česká Třebová
Česká Třebová (tjekkisk udtale: [ˈtʃɛskaː ˈtr̝̊ɛbovaː]; tysk: Böhmisch Trübau) er en by i distriktet  Ústí nad Orlicí i regionen Pardubice i Tjekkiet . Den har omkring 15.000 indbyggere. Den historiske bymidte er velbevaret og er beskyttet ved lov som en urban monumentzone.
Landsbyerne Kozlov, Lhotka, Parník, Skuhrov og Svinná er administrative dele af Česká Třebová.

## Geografi
Česká Třebová ligger omkring 8 km  syd for Ústí nad Orlicí og 49 km  sydøst for Pardubice. Den ligger i Svitavy højlandet. Det højeste punkt er bakken Palice der er 613 meter over havets overflade. Byen ligger i Třebovka-flodens dal.

## Historie
Den første skriftlige omtale af Česká Třebová er fra 1278. Den blev grundlagt under kong Ottokar 2. af Bøhmen som en by med regelmæssig grundplan og rektangulær plads i centrum.
I 1304 gav kong Wenceslaus 2. den til Zbraslav-klosteret og senere, i det 14. århundrede, tilhørte byen biskopperne i Litomyšl. I det 15. og 16. århundrede blomstrede byen. Den var ejet af forskellige adelige familier  som støttede tekstilhåndværk og fik bygget renæssancens klokketårn.
På grund af Trediveårskrigen, plager og brande blev den fattig og ubetydelig. Denne tilstand varede indtil midten af det 19. århundrede. I 1845 blev jernbanen fra Prag til Olomouc via Česká Třebová bygget og i 1849 blev jernbanen fra Brno til Česká Třebová bygget. Dette hjalp i høj grad byudviklingen, var med til at skabe nye arbejdspladser og tiltrække nye mennesker.